# Corsept
Corsept (bretonisch: Korzed) ist eine französische Gemeinde mit 2.615 Einwohnern (Stand: 1. Januar 2022) im Département Loire-Atlantique in der Region Pays de la Loire. Die Gemeinde gehört zum Arrondissement Saint-Nazaire und zum Kanton Saint-Brevin-les-Pins. Die Einwohner werden Corseptins genannt.

## Geografie
Corsept liegt rund 50 Kilometer westlich von Nantes am Ästuar der Loire im Pays de Retz. Umgeben wird Corsept von den Nachbargemeinden Paimbœuf im Nordosten, Saint-Père-en-Retz im Süden und Südosten, Saint-Brevin-les-Pins im Westen. Auf der (nördlichen) gegenüberliegenden Seite des Ästuars liegen die Gemeinden Montoir-de-Bretagne im Nordwesten sowie Donges im Norden und Nordosten.

## Geschichte
Als Corsuito wurde der Ort im 12. Jahrhundert genannt.

### Bevölkerungsentwicklung
| Jahr      | 1962 | 1968 | 1975 | 1982 | 1990 | 1999 | 2006 | 2017 | 2020 |
| Einwohner | 810  | 807  | 951  | 1351 | 1633 | 1965 | 2486 | 2667 | 2658 |

## Sehenswürdigkeiten

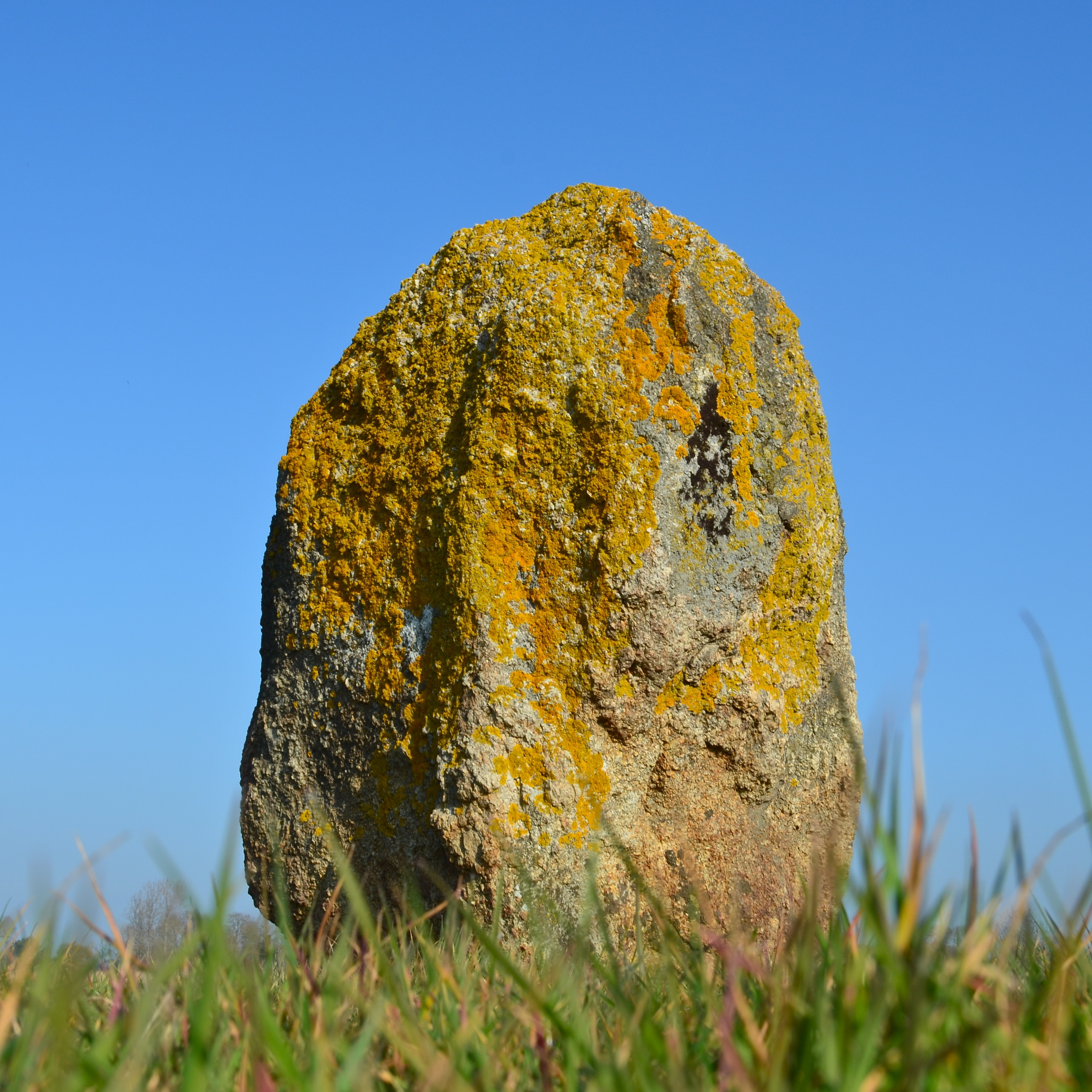
Menhir la Pierre Bonde

- Kirche Saint-Martin, Anfang des 19. Jahrhunderts erbaut
- Herrenhaus Le Pasquiaud, Wohnort des Malers und Politikers Charles Le Roux
- Dolmen de la Gauterie
- Menhire de la Mégerie, Pierre-Bonde und Menhir des Cassis

## Persönlichkeiten
- Charles Le Roux (1814–1895), Maler, wohnte im Haus Le Pasquiaud und war von 1853 bis 1861 Bürgermeister von Corsept